# Beton

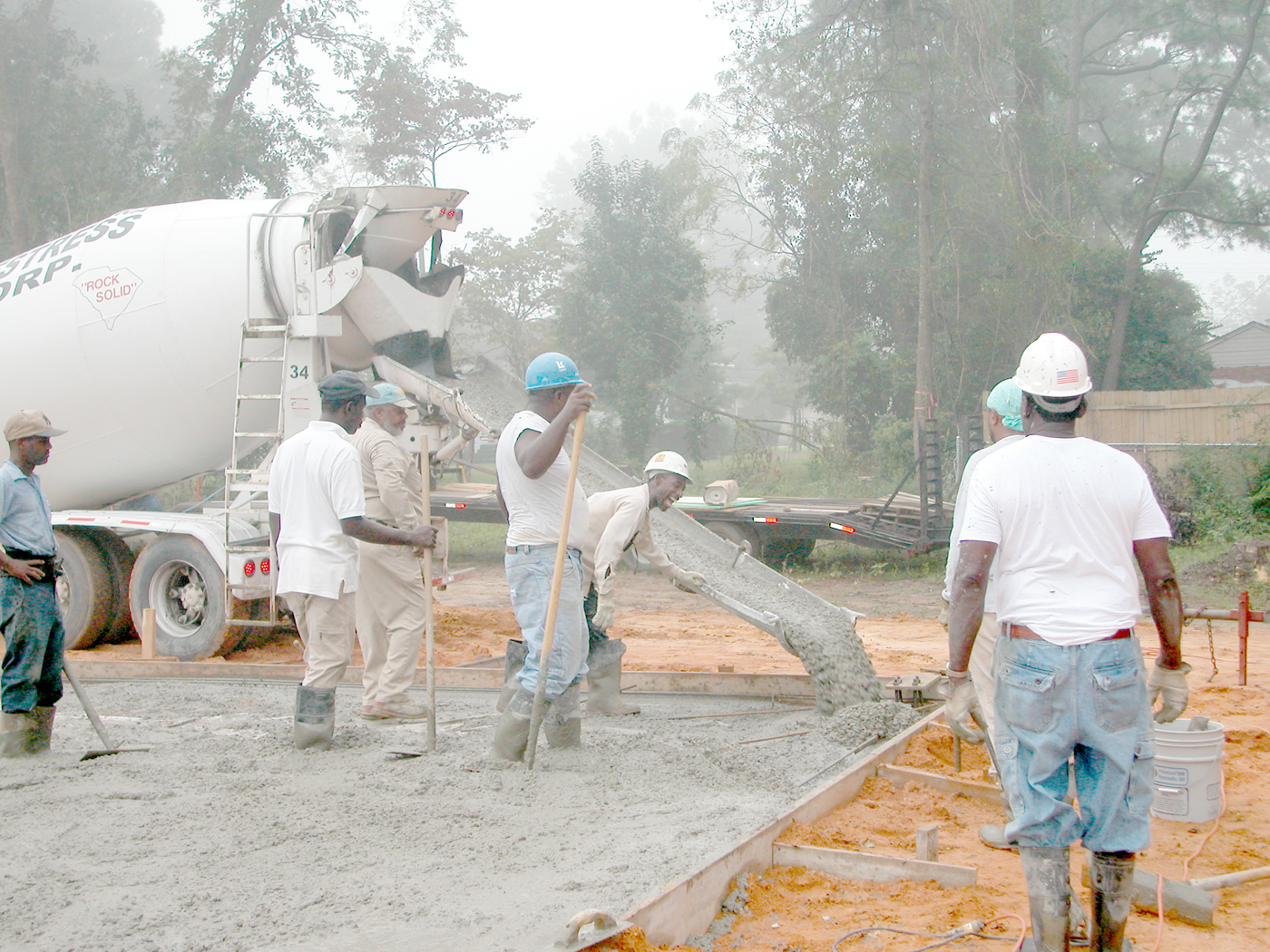
Turnarea unei fundații de beton pentru o clădire comercială cu autobetoniera

Betonul (din franceză béton) este un amestec de pietriș, ciment și apă, care se transformă prin uscare într-o masă foarte rezistentă folosită în construcții.
Cea mai veche clădire construită din beton, cca. 126 d.Hr., care a funcționat permanent până în zilele noastre este Panteonul din Roma.

## Despre beton
Betoanele sunt produse artificiale cu aspect de conglomerat care se obțin în urma întăririi unor amestecuri bine omogenizate de liant, apă și agregate, eventual aditivi. Amestecul de liant și apă formează o pastă care, în urma unor procese fizico-chimice, se întărește transformându-se într-o substanță solidă care leagă între ele granulele de agregat, dând astfel caracterul de monolit al betonului. Betonul prezintă o bună rezistență la solicitarea de compresiune, dar la solicitarea de tracțiune rezistența betonului este mult mai scăzută (aproximativ de 10 ori mai mică decât cea la compresiune). Din acest motiv pentru a îmbunătăți comportarea materialului la diferite tipuri de solicitări betonul poate fi armat cu diferite produse din oțel.
Ca și alte materiale, betonul are proprietatea de a se dilata la temperaturi ridicate.
În industria construcțiilor, betonul, și în special cel armat și precomprimat, reprezintă principalul material de construcții, folosit la structuri, datorită avantajelor pe care le are: durabilitate, executarea elementelor de contrucții sub orice formă, rezistență la foc, caracterul monolit și masivitatea construcțiilor, costul redus.
Acest lucru face ca betoanele să fie materiale foarte variate în ce privește proprietățile lor tehnice, modul de fabricare și punere în lucru.
În funcție de modul de armare se clasifică în:
- beton cu armătura flexibilă;
- beton cu armătura rigidă;
- beton precomprimat.

Betonul armat a fost inventat și dezvoltat concomitent de mai multe persoane la mijlocul secolului al XIX-lea. În 1854, J. L. Lambot a construit la Paris ambarcațiuni din beton armat cu sârmă și plasă de sârmă, dar metoda nu s-a răspândit până când un grădinar, Joseph Monier, a patentat metoda pentru manufactura ghivecelor de flori în 1867. În 1854, un englez, William Wilkinson, din Newcastle a început să construiască case din beton armat. Între 1850 și 1880, un francez, Francois Coignet, a construit case de beton întărite cu bare de  oțel în Anglia și Franța. În SUA, Taddheus Hyatt a inventat și experimentat în anii 1870 bârne din beton armate cu oțel. Prima clădire din beton armat din SUA este considerată a fi una construită de E.W. Ward în 1875 în orașul Port Chester, New York.
În fiecare an, producția mondială de beton se ridică la 6 miliarde de metri cubi.

## Prepararea betonului
Realizarea unui sortiment de beton presupune un proces de fabricare stabilit pe baza unor rețete, la care se respectă cu fidelitate caracteristicile materialelor constitutive: liantul, apa, agregatul și alte adaosuri-în vederea obținerii calităților proiectate.
Odată compoziția stabilită, urmează dozarea materialelor și apoi prepararea betonului. Prepararea betonului se poate efectua manual sau mecanic. Prepararea manuală se face la lucrări de mică importanță prin amestecarea nisipului cu cimentul și cu pietrișul. După ce s-a obținut un amestec omogen, se introduce treptat apa până rezultă un beton de consistența dorită. Prepararea mecanică a betonului se face cu ajutorul betonierelor.

## Transportul betonului
Pentru transportul betonului proaspăt de la locul de preparare la locul de utilizare trebuie îndeplinite anumite criterii, cum ar fi: asigurarea omogenității betonului, evitarea începutului de priză a cimentului etc. Transportul de la stațiile de preparare la șantier se face de obicei folosind autobetoniere, dar pe distanțe scurte se mai poate face si cu ajutorul unor autobasculante. Pe șantier se transportă în general cu roabe și vagonete, iar pentru transportul pe verticală se folosesc pompe de beton sau macarale cu ajutorul unor bene speciale.

## Punerea în operă a betonului
În condiții obișnuite, betonul se toarnă în cofraje; injectarea betonului se face sub presiune iar turnarea sub apă necesită o incintă etanșă.
Turnarea betonului trebuie să se facă, pe cât posibil, continuu, fără întreruperi, iar în timpul turnării să nu se producă segregări.
Compactarea betonului este o operațiune foarte importantă, prin care se urmărește o umplere completă a cofrajelor, o reducere a spațiilor dintre granule și eliminarea parțială a aerului.
Compactarea se face prin: vibrare cu pervibrator, vacuumare, torcretare.

## Betoane speciale
În afară de betonul greu obișnuit, pentru construcțiile și elementele supuse la condiții deosebite, se utilizează betoane speciale, cum sunt: betoanele cu înaltă performanță, cele rezistente la temperaturi înalte (refractare), betoanele antiacide, betoanele de protecție împotriva radiațiilor, betoanele cu polimeri, cele armate cu fibre, betoane hidrotehnice sau betoane pentru drumuri.

## Betoane ușoare
Betoanele ușoare - sunt acelea care au o greutate mai mică de 2000 kg/mc, în scopul dobândirii de calități termoizolatoare. Compoziția lor este foarte variată, de la agregate anorganice(minerale), la cele naturale(vegetale) sau artificiale(polimeri); densitatea la gramadă a agregatelor ușoare este mai mică.
Betoanele macroporoase - se obțin prin alegerea unei granulozități speciale a agregatelor, care pot fi grele-compacte sau ușoare-poroase. Partea fină din agregat se elimină, iar cantitatea de apă și ciment se dozează astfel încât fiecare granulă să fie învelită cu o peliculă fină de ciment, fară ca golurile dintre granule să fie umplute.
Betoanele celulare - se obțin prin provocarea unor reacții chimice urmate de o degajare de gaz în pasta de ciment ori într-un mortar de ciment sau var cu agregat fin (gazbeton), betoane cu spumă (spumbeton). Conductivitatea termică a betoanelor celulare în stare uscată este mică, urmare a structurii lor microporoase omogene. O mare influență asupra conductivității termice o are umiditatea. Sub influența umiditații conductivitatea termică crește rapid.
Rezistența la compresiune este desigur redusă, astfel că structurile cu betoane celulare sunt mixte.
Betoanele celulare se utilizează pentru executarea  de blocuri pentru zidării, fâșii, plăci și panouri pentru pereți, elemente armate sub forma de fășii pentru acoperiș, elemente termoizolatoare pentru placarea pereților și destinații speciale(camere frigorifice), structuri termoizolatoare, etc.

## Produse din beton
Produsele din beton simplu se utilizează tot mai intens, datorită creșterii calității ca urmare a utilizării unor tehnologii îmbunătățite în procesul de fabricație și a prețului competitiv. Sortimentele realizate sunt destinate în special pentru pardoseli, borduri, blocuri de zidărie, plăci de placare.
Plăcile din beton -  pentru pardoseli pot fi: plăci simple (de protecție în jurul clădirilor sau pentru trotuare), plăci cu dimensiuni mai mari care se armează (pentru platforme,locuri de parcat,terase circulabile) și plăci mozaicate (inclusiv plinte) utilizate pentru pardoseli interioare sau exterioare.
Pavelele - sunt blocuri compacte din beton de mici dimensiuni, care prin alcatuirea lor permit țeserea. Pavelele au diverse geometrii care se îmbină între ele, iar marginile sunt rezolvate prin borduri. Stratul de suport este, de regulă un material măcinat de carieră, bine tasat.
Bordurile - din beton realizează încadrarea trotuarelor, spațiilor verzi, aleilor sau drumurilor carosabile. Pot avea dimensiuni, forme și calitați diferite în funcție de domeniul de utilizare.
Coșuri de gunoi - realizate din beton pe structură metalică, utilizate in special pentru mediul exterior datorită rezistenței la factorii de mediu.

## Reciclarea betonului
Reciclarea molozului rezultat în urma demolărilor sau a renovărilor este o practică din ce în ce mai des întâlnită. Reciclarea betonului are multiple avantaje cum ar fi o reducere în costurile construcției dar și protejarea mediului înconjurător.
Pentru reciclarea betonului, molozul se trece prin concasoare speciale iar materialul rezultat este filtrat pentru a elimina orice materiale nedorite folosind o varietate de metode cum ar fi jeturi de aer sau flotația. Bucățile mici rămase în urma filtrării se pot utiliza de exemplu în loc de pietriș în construcții iar cele mari se pot utiliza ca prundiș în controlul eroziunii.

## Betonul aparent
Materialele de construcție moderne, oțelul și betonul armat, au fost introduse inițial cu scopul de a rezolva problemele tehnice, și nu de a crea forme artistice; betonul era îmbrăcat în tencuială, dale de piatră sau placaje ceramice. Odată cu dezvoltarea tehnologiei, betonul devine vizibil; betonul aparent înlocuiește materialele de finisare costisitoare, timp, etc. Betonul aparent este un beton de calitate, care, după întărire și decofrare, rămane vizibil așa cum a rezultat din cofraj, sau cu o prelucrare a feței văzute. Astfel se obține o suprafață exterioară rezistentă și mai puțin vulnerabilă la agresiunile exterioare, durabil în timp și stabil.
Suprafețele betoanelor pot fi:
- lise - turnate în cofraje etanșe din metal sau plastic.
- cu amprente - rezultate prin aplicarea unor forme / matrițe cu profilul dorit pe suprafața betonului neîntărită încă; acest tip este cunoscut și sub numele de beton amprentat.
- cu suprafața spălată - astfel ca agregatul să fie pus în evidență
- cu suprafața sablată cu ajutorul nisipului
- cu suprafețe prelucrate ulterior cu ajutorul unor instrumente